# Чемпіонат світу з трекових велоперегонів 2016 — командний спринт (жінки)
Змагання з командного спринту серед жінок на Чемпіонаті світу з трекових велоперегонів 2016 відбулись 2 березня. Спочатку збірна Китаю перемогла у фіналі збірну Росії, але потім їм присудили поразку через неправильну зміну.

## Результати

### Кваліфікація
Кваліфікація розпочалась о 15:07.
| Місце | Ім'я                             | Країна          | Час    | Відставання | Примітки |
| ----- | -------------------------------- | --------------- | ------ | ----------- | -------- |
| 1     | Гун Цзіньцзє Чжун Тяньши         | Китай           | 32.428 |             | Q        |
| 2     | Дарія Шмельова Анастасія Войнова | Росія           | 32.560 | +0.132      | Q        |
| 3     | Міріам Вельте Крістіна Фоґель    | Німеччина       | 32.808 | +0.380      | q        |
| 4     | Анна Мірс Стефані Мортон         | Австралія       | 32.820 | +0.392      | q        |
| 5     | Джессіка Варніш Кеті Марчант     | Велика Британія | 32.903 | +0.475      |          |
| 6     | Лауріне ван Ріссен Еліс Ліхтлі   | Нідерланди      | 33.133 | +0.705      |          |
| 7     | Сенді Клер Віржині Куефф         | Франція         | 33.258 | +0.830      |          |
| 8     | Таня Кальво Хелена Касас         | Іспанія         | 33.455 | +1.027      |          |
| 9     | Кейт О'Браєн Монік Салліван      | Канада          | 33.867 | +1.439      |          |
| 10    | Наташа Хансен Олівія Подмор      | Нова Зеландія   | 33.932 | +1.504      |          |
| 11    | Марта Байона Хуліана Гавірія     | Колумбія        | 34.171 | +1.743      |          |
| 12    | Джессіка Салазар Данела Гаксіола | Мексика         | 34.236 | +1.808      |          |
| 13    | Олена Старікова Любов Шуліка     | Україна         | 34.300 | +1.872      |          |
| 14    | Такако Ісії Кайоно Маеда         | Японія          | 34.721 | +2.293      |          |

### Фінали
Фінали розпочались о 20:50.
| Місце                    | Ім'я                             | Країна    | Час    | Відставання | Примітки |
| ------------------------ | -------------------------------- | --------- | ------ | ----------- | -------- |
| Заїзд за золоту медаль   |                                  |           |        |             |          |
| 1                        | Дарія Шмельова Анастасія Войнова | Росія     | 32.679 |             |          |
| 2                        | Гун Цзіньцзє Чжун Тяньши         | Китай     | REL    | REL         | REL      |
| Заїзд за бронзову медаль |                                  |           |        |             |          |
| 3                        | Міріам Вельте Крістіна Фоґель    | Німеччина | 32.740 |             |          |
| 4                        | Анна Мірс Стефані Мортон         | Австралія | 32.871 | +0.131      |          |